# Thomas (Buffalo)

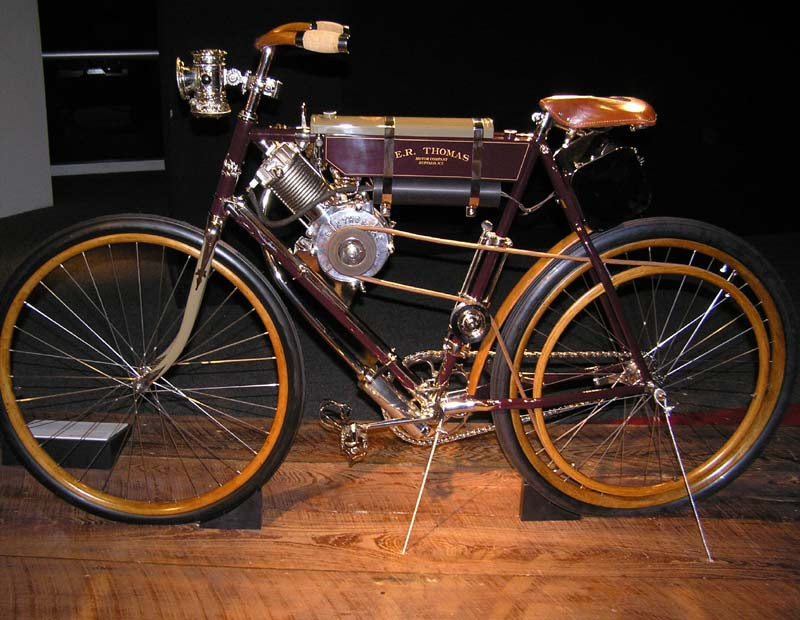
Thomas uit 1900

Thomas is een historisch merk van motorfietsen.
De bedrijfsnaam was: The Thomas Auto-Bi Co., Buffalo (New York).
Dit Amerikaanse motormerk was een filiaal van de Auto-Bi-fabriek. Onder de naam Thomas werden van 1900 tot 1908 3 pk eencilinders met naar voren hellende cilinder en riemaandrijving gemaakt, die $ 175 kostten.
De snuffelklepmotor was als een clip-on motor hoog in een fietsframe gehangen. De Nieuwe Wernermethode, met een bracketmotor, was in 1900 uitgevonden maar ook gepatenteerd door de gebroeders Werner. De hoge plaatsing van de motor, ver van het achterwiel, vereiste een lange aandrijfriem die door een tussenpoelie op spanning werd gehouden. De E.R. Thomas motorfietsen moesten dan ook worden aangefietst.
Door de poelie te verplaatsen kon de motor vrijlopen en ze kon dan ook als primitieve koppeling dienen, waardoor de motor niet bij elke stop afsloeg.
- Er was nog een merk met deze naam, zie Thomas (Barnet).